# Bahía de Santa Marta
La bahía de Santa Marta es una bahía del mar Caribe ubicada al norte del departamento del Magdalena, en Colombia. Sus aguas bañan la ciudad de Santa Marta, el segundo puerto del país en el Caribe.
En las inmediaciones de la bahía se encuentra la Sierra Nevada de Santa Marta, la cual es la montaña intertropical más alta del mundo a orillas del mar.
Se le conoce como la Bahía más linda de América 